# Tomas Kanovsky
Tomas Kanovsky (* 1970) ist ein deutscher Sportmanager.

## Leben
Tomas Kanovsky wurde in Tschechien geboren. Er betrieb Skisport auf der Leistungsebene und spielte Basketball in Bayreuth. Nach einem Studium der Betriebswirtschaftslehre arbeitete er im Bereich Vermarktung und Werbung, unter anderem als Geschäftsführer einer Agentur. Vom Sommer 2014 bis Sommer 2015 war er in der Vermarktung und im Verkauf für den Eishockeyverein EHC Bayreuth und ab 2015 dann in diesem Bereich für den Basketball-Bundesligisten Medi Bayreuth tätig. Im Mai 2019 gab der Österreichische Basketballverband (ÖBV) Kanovskys Anstellung als Generalmanager ab dem 1. Juni 2019 bekannt, zudem übernahm er das Amt des Geschäftsführers der BSL GmbH, dem Betreiber der Admiral Basketball Superliga. Im April 2020 verließ er den ÖBV und ging aus privaten Gründen nach Deutschland zurück. Im April 2021 wurde er als Geschäftsführer der SpVgg Bayreuth vorgestellt. Im selben Jahr verließ er den Verein wieder.